# Liste der Baudenkmale in Lindhorst
In der Liste der Baudenkmale in Lindhorst sind die Baudenkmale der niedersächsischen Gemeinde Lindhorst und ihrer Ortsteile aufgelistet. Die Quelle der Baudenkmale ist der niedersächsische Denkmalatlas. Der Stand der Liste ist der 24. Mai 2020.

## Allgemein
In den Spalten befinden sich folgende Informationen:
- Lage: die Adresse des Baudenkmales und die geographischen Koordinaten. Kartenansicht, um Koordinaten zu setzen. In der Kartenansicht sind Baudenkmale ohne Koordinaten mit einem roten Marker dargestellt und können in der Karte gesetzt werden. Baudenkmale ohne Bild sind mit einem blauen Marker gekennzeichnet, Baudenkmale mit Bild mit einem grünen Marker.
- Bezeichnung: Bezeichnung des Baudenkmales
- Beschreibung: die Beschreibung des Baudenkmales. Unter § 3 Abs. 2 NDSchG werden Einzeldenkmale und unter § 3 Abs. 3 NDSchG Gruppen baulicher Anlagen und deren Bestandteile ausgewiesen.
- ID: die Objekt-ID des Baudenkmales
- Bild: ein Bild des Baudenkmales, ggf. zusätzlich mit einem Link zu weiteren Fotos des Baudenkmals im Medienarchiv Wikimedia Commons. Wenn man auf das Kamerasymbol klickt, können Fotos zu Baudenkmalen aus dieser Liste hochgeladen werden:

## Lindhorst
| Lage                                                   | Bezeichnung                                                              | Beschreibung                       | ID       | Bild           |
| ------------------------------------------------------ | ------------------------------------------------------------------------ | ---------------------------------- | -------- | -------------- |
| Bahnhofstraße 39, Lindhorst 52° 21′ 34″ N, 9° 17′ 4″ O | Hofanlage Bahnhofstraße 39                                               | Baudenkmalgruppe                   | 36216489 | BW             |
| Bahnhofstraße 39, Lindhorst 52° 21′ 34″ N, 9° 17′ 3″ O | Wohn-/Wirtschaftsgebäude. (Baudenkmalgruppe: Hofanlage Bahnhofstraße 39) |                                    | 36243037 | BW             |
| Bahnhofstraße 39, Lindhorst 52° 21′ 33″ N, 9° 17′ 4″ O | Scheune. (Baudenkmalgruppe: Hofanlage Bahnhofstraße 39)                  |                                    | 36243365 | BW             |
| Bahnhofstraße 40, Lindhorst 52° 21′ 33″ N, 9° 17′ 6″ O | Wohn-/Wirtschaftsgebäude                                                 |                                    | 36243063 | BW             |
| Bahnhofstraße 43, Lindhorst 52° 21′ 34″ N, 9° 17′ 1″ O | Backhaus                                                                 |                                    | 36243433 | BW             |
| Pfarrweg, Lindhorst 52° 20′ 53″ N, 9° 16′ 46″ O        | Kirche St. Dionysius Pfarrweg                                            | Baudenkmalgruppe                   | 36216503 | Weitere Bilder |
| Pfarrweg, Lindhorst 52° 21′ 41″ N, 9° 17′ 2″ O         | Kirche (Bauwerk). (Baudenkmalgruppe: Kirche St. Dionysius Pfarrweg)      | St. Dionysus                       | 36243103 |                |
| Pfarrweg, Lindhorst 52° 21′ 41″ N, 9° 17′ 1″ O         | Gedenkstätte. (Baudenkmalgruppe: Kirche St. Dionysius Pfarrweg)          | Kriegerdenkmal 1864, 1866, 1870/71 | 36243172 |                |
| Pfarrweg, Lindhorst 52° 21′ 41″ N, 9° 17′ 1″ O         | Gedenkstätte. (Baudenkmalgruppe: Kirche St. Dionysius Pfarrweg)          | Kriegerdenkmal II. Weltkrieg       | 36243149 |                |
| Pfarrweg, Lindhorst 52° 21′ 41″ N, 9° 17′ 1″ O         | Gedenkstätte. (Baudenkmalgruppe: Kirche St. Dionysius Pfarrweg)          | Kriegerdenkmal I. Weltkrieg        | 36243126 |                |
| Pfarrweg, Lindhorst 52° 21′ 40″ N, 9° 17′ 2″ O         | Steinkreuz. (Baudenkmalgruppe: Kirche St. Dionysius Pfarrweg)            |                                    | 36243331 | Weitere Bilder |
| Pfarrweg 3, Lindhorst 52° 21′ 40″ N, 9° 16′ 59″ O      | Pfarrhaus                                                                |                                    | 36243195 |                |

## Ottensen
| Lage                                                        | Bezeichnung    | Beschreibung | ID       | Bild           |
| ----------------------------------------------------------- | -------------- | ------------ | -------- | -------------- |
| Mühlenstraße, Lindhorst 52° 22′ 9″ N, 9° 18′ 7″ O           | Kriegerdenkmal |              | 36243215 | BW             |
| Mühlenstraße, Lindhorst 52° 22′ 12″ N, 9° 18′ 8″ O          | Mausoleum      |              | 36243410 | Weitere Bilder |
| Schaumburger Straße 10, Lindhorst 52° 22′ 8″ N, 9° 18′ 4″ O | Scheune        |              | 36243236 | BW             |

## Schöttlingen
| Lage                                                  | Bezeichnung                                                            | Beschreibung     | ID       | Bild |
| ----------------------------------------------------- | ---------------------------------------------------------------------- | ---------------- | -------- | ---- |
| Schöttlingen 3, Lindhorst 52° 20′ 53″ N, 9° 16′ 46″ O | Hofanlage Schöttlingen 3                                               | Baudenkmalgruppe | 36216518 | BW   |
| Schöttlingen 3, Lindhorst 52° 20′ 53″ N, 9° 16′ 46″ O | Wohn-/Wirtschaftsgebäude. (Baudenkmalgruppe: Hofanlage Schöttlingen 3) |                  | 36243462 | BW   |
| Schöttlingen 3, Lindhorst 52° 20′ 52″ N, 9° 16′ 45″ O | Scheune. (Baudenkmalgruppe: Hofanlage Schöttlingen 3)                  |                  | 36243485 | BW   |
| Schöttlingen 3, Lindhorst 52° 20′ 53″ N, 9° 16′ 46″ O | Stall. (Baudenkmalgruppe: Hofanlage Schöttlingen 3)                    |                  | 36243508 | BW   |